# Kościół w Eskelhem
Kościół pw. św. Michała w Eskelhem (szw. Eskelhems kyrka) – średniowieczny kościół luterański w diecezji Visby na szwedzkiej wyspie Gotlandii.

## Historia i architektura
Podobnie jak inne kościoły na Gotlandii, także kamienny kościół w Eskelhemie był poprzedzony przez drewnianą kaplicę. Około roku 1200 powstała nawa stojąca do teraz. Kościół był powiększany i przebudowywany (dodanie wieży w 1240 roku, dodanie prezbiterium i zakrystii) i obecną formę uzyskał w XIV wieku.

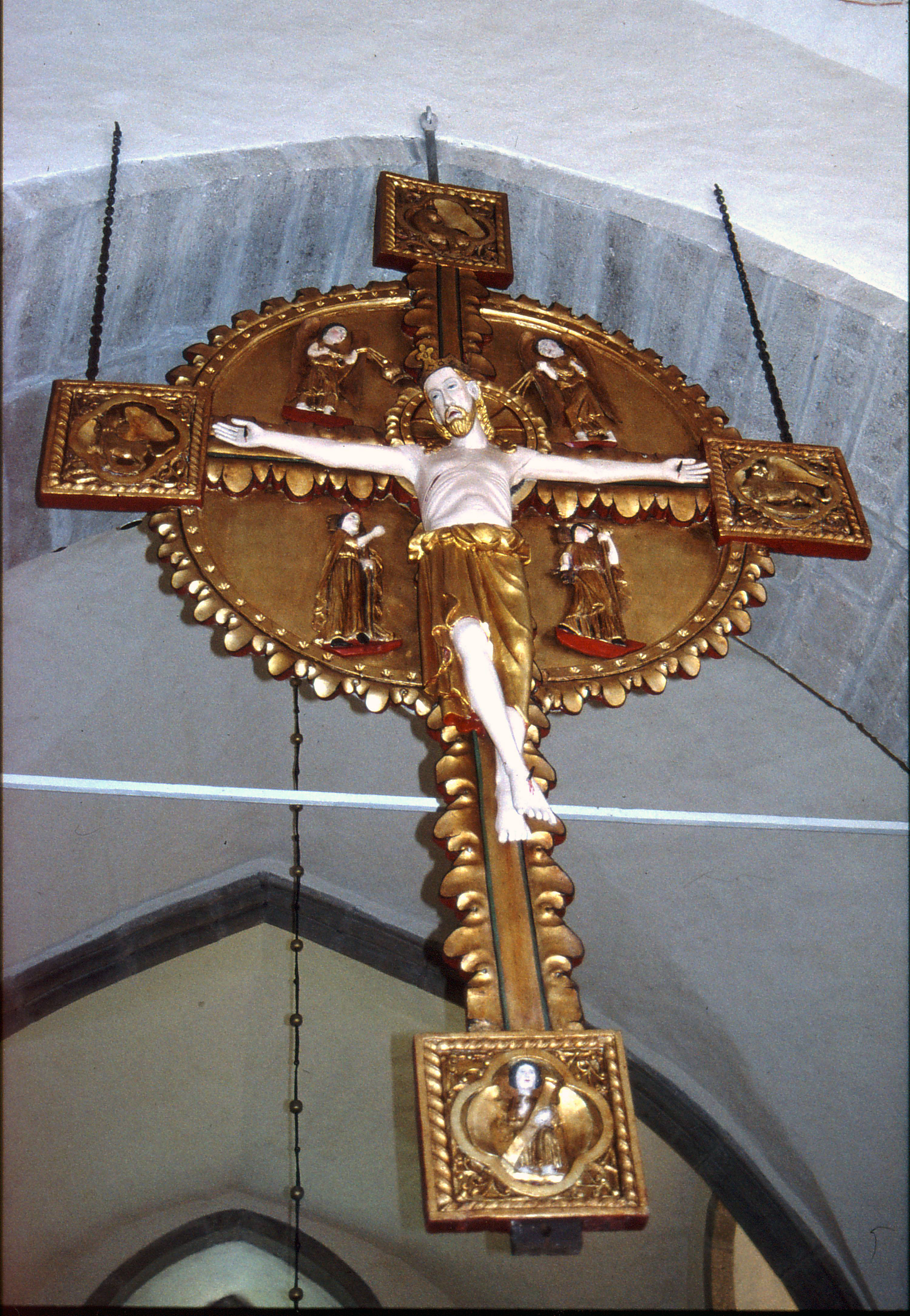
Krzyż triumfalny, ok. 1250

Wnętrze świątyni zawiera freski datowane na od XIII do XV wieku. Te ostatnie przypisuje się Mistrzowi Męki Pańskiej – lokalnemu artyście, którego prace znajdują się również w innych kościołach na Gotlandii. Najstarszym elementem kościoła jest chrzcielnica z 1196 roku, wykonana najpewniej przez mistrza Bizantiosa, i krzyż triumfalny z ok. 1250 roku.
Do charakterystycznych cech wystroju świątyni należą zdobienia wschodniego łuku przedstawiające Chrystusa i ewangelistów w postaci zwierząt: Chrystusa jako sokoła, Jana Chrzciciela jako orła, św. Łukasza jako wołu, czy św. Marka jako lwa.
Na zachodnim łuku znajdują się wizerunki św. Michała, patrona kościoła, i św. Olafa. Na północnej ścianie wieży znajduje się duży fresk przedstawiający Wszechświat, z siedmioma kręgami zodiaku i wieżą, na której intronizowany jest Chrystus. W prezbiterium znajduje się też ława z połowy XIII wieku.
Ołtarz wykonany jest z kamienia o kształcie owalnym. Nastawa wykonana została w 1722 roku. Puchar komunijny datowany jest na 1726 rok.
Kościół został poddany gruntownemu remontowi w 1960 roku. W jego trakcie odsłonięto kamienne fundamenty drewnianego kościoła z początku XI wieku. Kościół był też konserwowany w 1993 roku.